# Ololygon heyeri
Ololygon heyeri é uma espécie de anfíbio da família Hylidae. Endêmica do Brasil, onde pode ser encontrada apenas nos municípios de Santa Teresa e Domingos Martins, no estado do Espírito Santo.